# Benigno Filomeno de Rojas
Benigno Filomeno de Rojas (Santiago, 13 februari 1811 – Santo Domingo, 30 oktober 1865) was een succesvol advocaat, patriot en politicus. Hij diende drie keer als vicepresident en is drie maanden president van de Dominicaanse Republiek geweest.

## Biografie
Uit zijn kindertijd en adolescentie is niets bekend. Zijn ouders waren Charles de Rojas Valerio en Maria Antonia Ramos Nazario.
Zijn familie verliet in 1824 het land na de Haïtiaanse bezetting in 1822. Als tiener verhuisde hij naar Engeland en later naar de Verenigde Staten, waar hij op de Engelse ambassade werkzaam was.
In april 1829, op 18-jarige leeftijd, meldde hij zich als adelborst op het schip Barhm van de Engelse Koninklijke Marine en elf maanden later, op 27 maart 1830, verliet hij de instelling in de haven van La Guaira, Venezuela.
Meer dan veertien jaar verstreken zonder achterhaald kan worden waar hij woonde of wat zijn bezigheden waren.
Na het uitroepen van de onafhankelijkheid van de Haïtiaanse overheersing in 1844, keerde hij definitief terug naar zijn geboortestad in de Dominicaanse Republiek.
De Rojas was een belangrijke speler in twee Dominicaanse situaties, als de Constitutionalist van de Revolutie van 1857 (Moca) en bij de herstelling van de Republiek, die beide het historische profiel van de natie definieerden.
Ook belangrijk is zijn initiatief om in elke stad scholen op te richten en in de hoofdsteden het onderricht te verbeteren.
Volgens enkele biografen, met name Gregorio Luperón, die hem persoonlijk goed kende, werd Benigno opgeleid in Engeland, waar hij studeerde en een graad in de rechten behaalde. Daarna werkte hij bij de Engelse Buitenlandse Dienst en was hij voor die natie diplomaat in Washington.
Luperóns eigen getuigenis vermeldt soms diepgaande verschillen met Benigno en hij noemde hem:
Mentor van de Restauratoren" en dat het "een staatsman van de eerste orde was, een apostel van grote ideeën, democratische beginselen, bijzonder door zijn eerlijkheid en de zuiverheid van zijn gedachten. Een voorbeeld voor de Dominicaanse Restauratie en hopelijk kunnen ze erg veel met hem doen.
Ook schreef Luperón over het belang van de posities die hij bekleedde, dat hij perfect Engels sprak, was gewend aan een levensstijl lijnrecht tegenover de Dominicaanse, in een samenleving van een landelijk conglomeraat, onafhankelijk en prekapitalistisch waarin productieverhoudingen, indien aanwezig, in een fase van ontwikkeling waren van de zeventiende eeuw.
Het genoemde werk werd gepubliceerd in december 1844 en beschrijft met name:
Waarschijnlijk werkte hij in dienst van zijn broer Jose María, in een bedrijf in New Orleans, Verenigde Staten. In deze tijd schrijft hij aan Lord Alberdeen, minister van Buitenlandse Zaken van Groot-Brittannië, om de kwesties met betrekking tot zijn vaderland te behandelen. In 1846 keerde hij, na 22 jaar afwezigheid, terug naar zijn land en verhuisde naar zijn geboortestad. Op zijn initiatief met onder anderen Ricardo Curiel, Ulises Francisco Espaillat en Theodore Stanley Heneken, heeft hij de privé-instelling "Sociedad Patriótica de Fomento" opgericht om te kunnen vechten voor de verbetering van Santiago en het land.

## Politiek
Hij keerde terug naar Santo Domingo in 1846, toen de meest conservatieve en sociaal zwakke natie.
Pedro Santana, aan het begin van een lange opgaande lijn als veehouder en generaal met om zich heen de kliek die hem steunde, zag in de jonge advocaat uit Santiago een lastige toekomst die de gevestigde orde opschudde. Anderen beschouwden hem als een visionair en pleitbezorger, een Don Quichot van de persvrijheid, van mensenrechten en van de belijdenis van de godsdienst. In het scenario van mannen die dachten zoals Pedro Santana, moest Benigno Filomeno de Rojas gestopt worden.
De Rojas was een van de belangrijkste opstellers van het "Revolutionair Manifest 1857 van Moca", waarmee tegen de zittende president Buenaventura Báez werd gestemd.
Volgens de getuigenis van enkele restaurateurs was het eerste document opgesteld door de Venezolaanse advocaat Manuel Ponce de León en het tweede door Benigno Filomeno de Rojas, maar in beide toont het de stijl en invloed van de held uit Santiago.
Bij het opheffen van de constitutie op 7 juli 1857, wist Benigno Filomeno de rijen te sluiten met de revolutionairen die hem als vicepresident kozen, een positie van waaruit hij tot voorzitter van de Nationale Vergadering werd gekozen.
In 1858 werd hij benoemd tot vicevoorzitter van de Voorlopige Regering onder leiding van José Desiderio Valverde en was hij voorzitter van het Grondwettelijk Verdrag, dat in december van dat jaar tot stand kwam in Moca. Met dit verdrag werd de grondwet opgesteld waarin Santiago de los Caballeros als hoofdstad van de republiek werd aangewezen.
In het hoofdstuk Báez werd, door Pedro Santana die zijn kantoor in Santo Domingo had, de Voorlopige Regering van Santiago illegaal en de grondwet van Moca onbekend verklaard. Rojas werd naar de Verenigde Staten verbannen, maar keerde in 1860 terug als gevolg van de amnestie door de regering van Santana, en
wijdde zich aan zijn advocatenpraktijk.
Binnen een jaar werd de meest opvallende figuur van de rechtbanken van de Cibao en de noordelijke regio, door de autoriteiten beschuldigd van vijandschap, omdat hij Santana`s ministersposten had geweigerd.
Al meer dan 10 jaar was hij met Ulises Francisco Espaillat bezig met de regels van het burgerlijke leven, in de economie, de landbouw en de productieve ontwikkeling van de regio Cibao. Onder andere om deze redenen, accepteerde hij onder geen enkele omstandigheid het beruchte gedrag van Pedro Santana, die de Republiek aan Spanje had verkocht, bestuurd door een verouderde monarchie en de slavernij, een daad van verraad in strijd met de plicht van de Dominicanen die nu gedwongen waren om te vechten voor de verheerlijking van hun thuisland.
Tijdens de Spaanse annexatie, van 1861 tot 1865, werkte hij in zijn woonplaats als advocaat en vanaf 16 augustus 1863 ook voor de onafhankelijkheidsbeweging tegen de annexatie.
Benigno Filomeno werd door de andere restauratoren gekozen als vicepresident van de Republiek en hoofd van de Regering van de Restauratie.
Zijn naam verschijnt als eerste auteur van de Onafhankelijkheidswet van 14 september 1863, gevolgd door de namen van Paul Pujols, V. Curiel, Ulysses F. Espaillat, Peter F. Bono, Ricardo Curiel, en andere civiele restauratieve figuren.
Later, in de toelichting voor koningin Elizabeth II op 24 september 1863, stond zijn naam aan het hoofd van de lijst van ondergetekenden, in de hoedanigheid van vicevoorzitter van de "Voorlopige regering van de uitvoerende macht".
Nadat duidelijk was dat in september 1863 Spanje de annexatie niet kon volhouden, werd Rojas vicepresident in de eerste schaduwregering van de Dominicaanse Republiek, onder president José Antonio Salcedo Ramírez.
Vanuit zijn positie had hij de leiding over de regering als de president afwezig was om persoonlijk direct bij de oorlogscampagnes aanwezig te zijn.
Rojas was betrokken bij het werk van het creëren van een regering en tevens bij het verzorgen van de materiële behoeften van het restauratieleger. Hierdoor kreeg hij de bewondering en het respect van het andere restaurator, terwijl president Salcedo achterdochtig werd en hem bij de eerste gelegenheid ontsloeg, waarna hij zich terugtrok in Moca.
Van 10 oktober 1864 tot 23 januari 1865 werd hij opnieuw vicepresident in de regering van president Gaspar Polanco Borbón. Deze Regering van de Restauratie werd gedwongen ontslag te nemen door insinuaties van Salcedo en zijn medestanders.
Benigno Filomeno de Rojas werd gevraagd voor het voorzitterschap van de raad van bestuur van 24 januari tot 24 maart 1865. In deze korte tijd was een van zijn belangrijke initiatieven het bouwen van scholen in elke stad en het bevorderen van onderwijs in de provinciehoofdsteden.
Na het einde van de Spaanse annexatie in 1865 ontstond een nieuw politiek tijdperk met een volwaardige regering.
Bij zijn afscheid, in zijn toespraak van 25 maart 1865 voor de Nationale Conventie in Santiago zegt hij In het jaar 1846 en in verre landen, kwam voor het eerst mijn aandacht voor mijn medeburgers die bezig waren met de meest nobele en heilige strijd voor vrijheid en onafhankelijkheid. Gedreven door de pure liefde voor mijn land, besloot ik af te zien van mijn maatschappelijke positie in die landen, niet om te verhuizen, maar om te vliegen naar mijn vaderland, om mij te presenteren en ons gezamenlijk contingent te leiden met mijn zwakke pogingen en mijn schamele maar loyale samenwerking.
De grondwetgevende vergadering onder leiding van Rojas kwam op 27 februari 1865 bijeen en verkozen Pedro Antonio Pimentel tot president en Rojas werd voor de derde keer geselecteerd voor het vicepresidentschap in de eerste regering van de Dominicaanse Republiek aan het eind van de Spaanse annexatie.
In augustus 1865 uitte hij bij vertegenwoordigers van de zuidelijke en oostelijke regio's zijn bezorgdheid over de regering in Santiago en verkondigde José María Cabral als "Beschermer van de Republiek".
Rojas als Vice President en Theodore Stanley Heneken als minister van Financiën en Handel werden op een speciale missie naar Cabral gestuurd,

## Einde
Op weg naar Santo Domingo voor de missie naar Cabral werden ze opgesloten bij de toenmalige stad San Carlos.
Nooit is duidelijk geworden wat er is gebeurd, doordat de sporen naar de daders grondig waren gewist.
Volgens sommigen vergiftigd door hun politieke rivalen, werden ze ziek en leden ze aan ernstige kwalen en ongeneeslijke dysenterie.
Heneken overleed op 11 oktober en Rojas op 30 oktober 1865, een paar maanden na het herstel van de Dominicaanse Republiek, op mysterieuze wijze in de stad Santo Domingo.